# Selbstbildnis im Smoking
Selbstbildnis im Smoking ist ein Gemälde von Max Beckmann aus dem Jahr 1927. Es hängt heute im Busch-Reisinger Museum, das ein Teil der Harvard Art Museums ist, in Cambridge, Massachusetts. Es trägt dort den Titel Self-Portrait in Tuxedo.

## Bildmotiv
Das Selbstbildnis, im Stil des Expressionismus gemalt, zeigt Max Beckmann als Hüftbild in der Frontalansicht. Er trägt einen schwarzen Smoking über einem weißen Hemd mit schwarzem
Querbinder und hält in der linken Hand eine Zigarette in Bauchhöhe. Die rechte Hand hat er in die Hüfte gestützt.
In dieser recht lässigen Körperhaltung und mit nüchternem Blick steht er vor einer schmutzig-weißen Wand. In der linken Bildhälfte erkennt man einen braunen Türrahmen, in der unteren Bildhälfte eine hölzerne Wandtäfelung. Das Bild wirkt, trotz des weißen Hintergrunds, eher dunkel. Es ist unten rechts signiert mit Beckmann F. 1927.

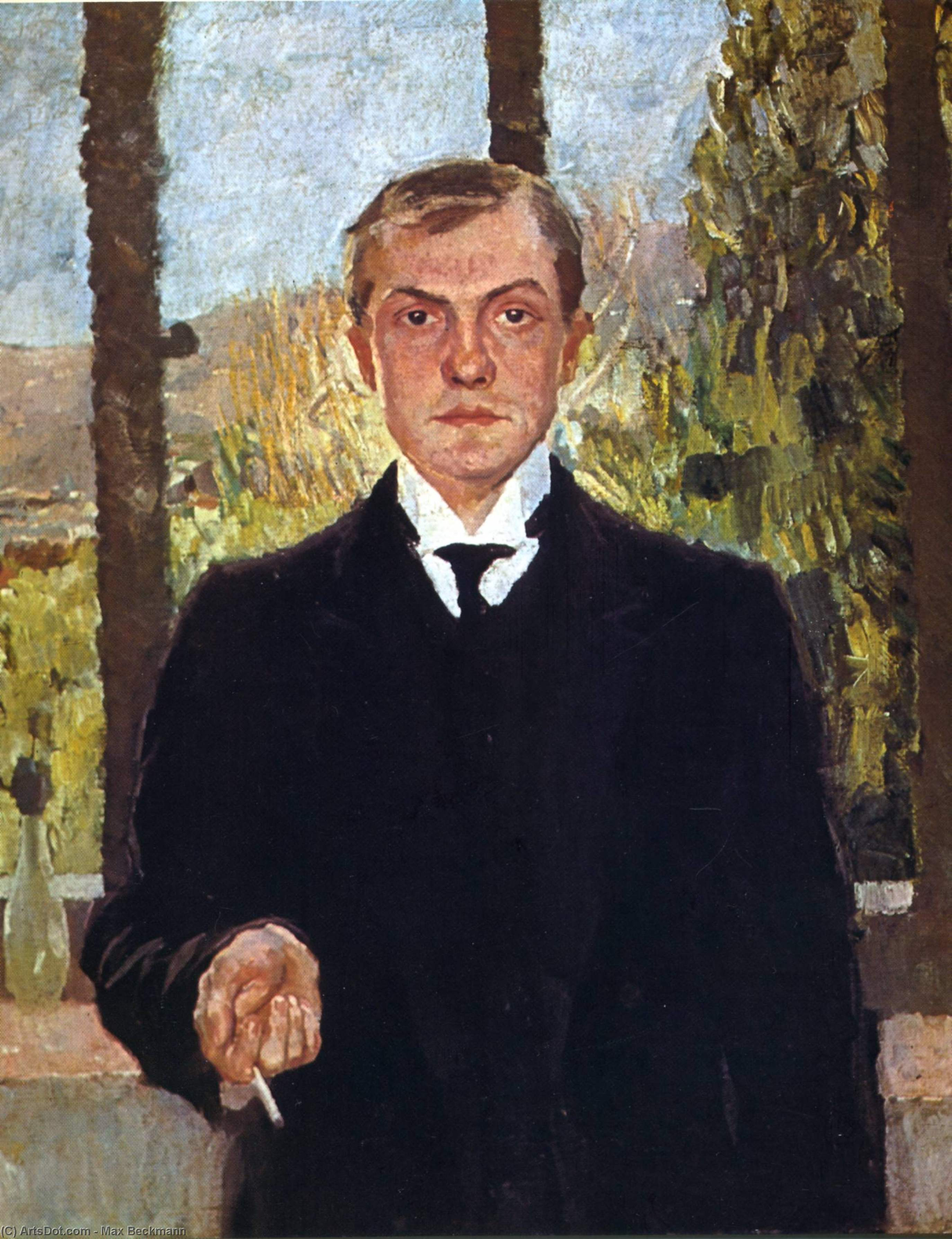
Selbstbildnis Florenz, 1907

Beckmann schuf mehr als 85 Selbstbildnisse. Ein ähnliches Motiv, das ihn in einem schwarzen Anzug, Hemd und Krawatte und mit der Zigarette in der rechten Hand vor einer Florentiner Landschaft darstellt, malte er zwanzig Jahre früher im Jahr 1907. Es trägt den Titel Selbstbildnis Florenz,  hat die Maße 90 × 98 cm und ist im Bestand der Hamburger Kunsthalle.

## Provenienz
Beckmann stellte sein Selbstbildnis im Smoking erstmals auf der 53. Ausstellung der Berliner Secession 1928 aus. Der Kunsthistoriker Julius Meier-Graefe verkaufte das Gemälde im selben Jahr an die Nationalgalerie Berlin. Im Juli 1937 wurde es von den Nationalsozialisten als „Entartete Kunst“ beschlagnahmt und  war von August 1938 bis 18. April 1939 im Depot „international verwertbarer Kunstwerke“ im Schloss Schönhausen. Danach gelangte es über den Kunsthändler Karl Bucholz an die Buchholz Gallery, New York. 1941 wurde es an das Busch-Reisinger Museum verkauft.